# Apache Felix
Apache Felix es una implementación de código abierto de la especificación OSGi Versión 4 (Release 4 o, abreviadamente, R4). La base de código inicial fue donada por el Proyecto Óscar en ObjectWeb (hoy OW2 Consortium)
. Los desarrolladores han trabajado en Felix durante más de un año y han hecho varias mejoras manteniendo su carácter y rendimiento. El 21 de junio de 2007 el proyecto dejó el período de incubación como proyecto de alto nivel pasando a ser el software de menor tamaño en la fundación Apache Software (Apache Software Foundation).

## Ejecutando Felix
Para ejecutar Apache Felix OSGi se necesita descargar el archivo comprimido felix-framework-x.x.x.tar.gz o felix-framework-x.x.x.zip del sitio oficial. Una vez extraída la distribución de Felix framework, desde la línea de comandos (terminal o símbolo de sistema) se teclea lo siguiente en el directorio donde se hayan extraído los archivos:
java -jar bin/felix.jar
Después de ello, los paquetes de software (software bundles) se instalan ejecutando y escribiendo comandos como help (ayuda) desde la consola, que harán aparecer todos los comandos disponibles, los cuales son:
```
bundlelevel
 <level> <id> ... | <id> - poner u obtener el nivel de comienzo del paquete de software.

cd
 [<base-URL>]                     - cambiar o mostrar 
URL
 base.

find
 <bundle-name>                  - mostrar paquetes de software que correspondan con un substring.

headers
 [<id> ...]                  - mostrar propiedades del encabezamiento.

help
                                - mostrar comandos disponibles (esto mismo).

inspect
                             - inspeccionar información de las (ficheros, servicio, etc.).

install
 <URL> [<URL> ...]           - instalar paquete(s) de software.

log
 [<max>] [error|warn|info|debug] - mostrar lista de (listar) entradas de registro recientes.

obr help
                            - ver el repositorio OSGi de software.

ps
 [-l | -s | -u]                   - listar paquetes de software (bundles) instalados.

refresh
 [<id> ...]                  - refrescar (recargar) la lista de software.

resolve
 [<id> ...]                  - intentar resolver los paquetes de software especificados.

shutdown
                            - cerrar el framework.

start
 <id> [<id> <URL> ...]         - comenzar un(os) paquete (s) de software.

startlevel
 [<level>]                - conseguir o poner nivel de comienzo del framework.

stop
 <id> [<id> ...]                - parar un(os) paquete (s) de software

sysprop
 [-r] [<key>] [<value>]      - mostrar, poner, modificar y eliminar propiedades de sistema.

uninstall
 <id> [<id> ...]           - desinstalar bundle(s).

update
 <id> [<URL>]                 - actualizar paquetes de software.

version
                             - mostrar versión del framework.
```

## Proyectos que usan Apache Felix
Los proyectos listados abajo han adoptado Apache Felix:
- ServiceMix 4[4] - Un ESB de código abierto con núcleo OSGi. Incluye soporte JBI.
- Apache Sling - capa de aplicaciones basadas en OSGi para repositorios de contenido JCR.
- EasyBeans - contenedor EJB 3 de código abierto.
- GlassFish (v3) - servidor de aplicación para Java EE.
- JOnAS 5 - servidor de aplicaciones Java EE 5 de código abierto.
- Proyecto Fuji in Open ESB v3 - Rutina de núcleo ESB modular y ligero.
- SIP Communicator - Mensajero instantáneo de código abierto Java VoIP y multi-protocolo.
- modulefusion - colección open source para aplicaciones Java enterprise.
- NetBeans - IDE multiidioma gratuito.
- Spring Roo - herramienta RAD para aplicaciones empresariales basadas en Java.